# SVT1
SVT1 (alternativt SVT 1, Ettan) är Sveriges Televisions äldsta TV-kanal. TV-kanalen sänds i Sverige och har ett omfattande utbud.

## Historia
Reguljära TV-sändningar infördes i Sverige den 4 september 1956, och detta brukar ses som kanalens officiella start. Provsändningar hade dock förekommit innan dess, Radiotjänsts provsändningar inleddes den 29 oktober 1954.
Inledningsvis sändes programmet under beteckningen Radiotjänst TV, för att sedan göra ett namnbyte under hösten 1957 till Sveriges Radio TV. Det skulle dröja några år innan sändningarna blev rikstäckande. För tittare i Skåne sändes under några år en särskild svensk TV-journal från en dansk sändare tills länkkedjan med Stockholm blev klar 1958.
I samband med införande av tvåkanalsystemet och starten av TV2 1969 infördes en ny organisation och den första kanalen fick namnet TV1. Förste chef för TV1 blev Håkan Unsgaard. I samband med kanalklyvningen lades nyhetsprogrammet Aktuellt ned och ersattes av TV-nytt i båda kanalerna. Gamla "TV 0" sände för sista gången den 28 november 1969 och nya TV1 lanserades den 29 november 1969. Den första kvällen innehöll bland annat en invigningscabaret med Povel Ramel och Hans Alfredson. TV2 skulle starta en knapp vecka senare, den 5 december 1969.

### Stockholmskanalen
Under 1987 genomfördes en omorganisation av verksamheten inom SVT som skulle innebära att kanalen bytte namn till Kanal 1 och främst visade program producerade i Stockholm. TV2 skulle bli "Sverigekanalen" där man visade program producerade ute i landet. För de som arbetade i TV-huset i Stockholm innebar förändringen att de redaktioner som funnits för gamla TV1 och TV2 slogs ihop och bildade en stor Kanal 1-organisation.
Organisatoriskt sjösattes förändringarna den 1 juli 1987. Den nya namnet och de nya tablåerna infördes den 31 augusti 1987. Nytt från dag ett var ett fast block för barnprogram efter Aktuellts tidiga kvällssändning (med den nya "Bolibompavinjetten") och att Aktuellts huvudsändning flyttade till 21.30. Sammanslagningen av TV1- och TV2-redaktionerna möjliggjorde rationaliseringar som med tiden ökade programtiden. Kanal 1 fick en egen enhet för dramaproduktion, Kanal 1 Drama, som snart blev Nordens största producent av drama.

### SVT1
År 1996 bytte kanalen namn till SVT1 och kopplingen till Stockholm togs bort. Istället kunde vilket program som helst gå i vilken kanal som helst.
Den 15 januari 2001 gjordes en omfattande kanalomläggning då SVT1 fick ta hand om breda program som lockade många tittare, medan SVT2 blev lite smalare. Detta innebar att Sveriges största nyhetsprogram, Rapport 19.30, flyttades till ettan, medan det mer fördjupande Aktuellt 21.00 flyttades till tvåan. För SVT1 var dock omläggningen lyckad, och kanalen har sedan dess varit ungefär lika stor som TV 4, Sveriges största reklamfinansierade TV-kanal.
Den 25 augusti 2008 gjordes det en ytterligare förändring. Den största förändringen, som fick mycket kritik, var att Bolibompas huvudsändning, efter drygt tjugo år på ettan, samt fler program ur barnutbudet flyttades över till Barnkanalen. Samtidigt möjliggjordes regionala nyheter även i SVT1 vilket möjliggjorde en flytt av SVT2:s förkvällsblock med nyheter, regionala nyheter och Go'kväll till ettan.
Den 7 september 2009 blev SVT1 en dygnet runt-sändande kanal när den nattliga samsändningen med SVT24 ersattes av i huvudsak repriser.
I oktober 2006 började vissa program i SVT1 sändas med HDTV-format via kanalen SVT HD. I juni 2008 började SVT HD sända uppskalade program från SVT1 när det inte fanns några HD-program tillgängliga. Den 17 juni 2010 fick SVT tillstånd av regeringen att börja sända två HDTV-kanaler i det digitala marknätet. Den 20 september 2010 lades SVT HD ner och ersattes av en samsändning av SVT1 i HDTV-format på heltid. Den 1 november började sändningarna i marknätet på flera orter.

### Kanalchefer
Tidigare hade TV1 och TV2 chefer med ett övergripande ansvar för vardera kanal. För Sveriges Radio TV, TV1 och Kanal 1 har dessa varit:
- Nils Erik Bæhrendtz (1958–1968)
- Håkan Unsgaard (1968-1979)
- Sam Nilsson (1979-1981)
- Olle Berglund (1982-1987)
- Ingvar Bengtsson (1986-1995)

## Program
Varje vardagsmorgon visas Morgonstudion från 6.00 till 9.10. Under dagtid visas i huvudsak repriser och ofta även en långfilm.
Förkvällen på SVT1 består sedan april 2015 av ett nyhetsblock på 45 minuter klockan 18.00 som inleds med Rapport och fortsätter med Lokala nyheter, Sportnytt och Kulturnyheterna. Efter det sänds bland annat programmet Go'kväll. Därpå följer Rapports huvudsändning 19.30 följt av en kort upplaga av Lokala nyheter. SVT1:s huvudsegment med underhållning börjar vanligtvis klockan 20.00. Sedan följer blandade program.

### Nuvarande
Program som pågår, har sänts eller har uppehåll.
| - Allsång på Skansen - Antikrundan - Debatt - Doobidoo - Dokument utifrån - Eurovision Song Contest - Go kväll - Gomorron Sverige | - Julkalendern - Landet runt - Melodifestivalen - Mitt i naturen - Plus - På spåret - Rapport - Sportspegeln | - Svenska nyheter - Sverige! - Så ska det låta - Uppdrag granskning - Strömsö - Vinterstudion |

### Tidigare
Program som är nedlagda eller flyttade till andra kanaler:
- Aktuellt
- Bolibompa
- Björnes magasin
- Mat
- Rederiet
- Snacka om nyheter
- Söndagsöppet
- TV-huset
- Upp till bevis

## Distribution

### I Sverige
Enligt det så kallade "must carry"-avtalet måste SVT1 (och även SVT2) finnas fritt tillgängliga för alla som är anslutna till ett större kabelnät. Det innebär att kabeldistributörerna måste vidaresända SVT1 till alla som är anslutna till deras kabelnät, även om de inte betalar för ett programutbud till dem.
SVT1 sände redan från starten i det analoga marknätet och fortsatte att göra så till år 2008 då det analoga marknätet släcktes.
Sändningarna i det digitala marknätet inleddes år 1999. Till en början var SVT1 i likhet med övriga SVT-kanaler en kodad kanal, men år 2003 började man sända okrypterat.
SVT började sina digitala satellitsändningar år 1999. Då distribuerades man bara via Canal Digital, men år 2003 slöts ett avtal med Viasat. Således fanns SVT1 hos de båda dominerande satellit-TV-distributörerna. Noteras bör att man inte måste teckna sig för dessa leverantörers betalkanaler för att kunna ta emot SVT. På grund av "must carry"-principerna finns det möjlighet att helt kostnadsfritt ta emot denna kanal via parabol (förutsatt att man själv finansierar köp av parabolantenn, en lämplig digitalbox etc.). Mer information om detta finns på sidan om Frikanalspaketet.

### I Norden
SVT1 har omfattande distribution i de övriga nordiska länderna; Danmark, Norge, Finland och Island.
| Distributör                              | Kanal    |
| ---------------------------------------- | -------- |
| SveaTV (marknätet, endast i Österbotten) | Kanal 70 |
| Elisa (kabel-TV)                         | Kanal 41 |
| Telia TV (kabel-TV)                      |          |

| Distributör              | Kanal         |
| ------------------------ | ------------- |
| Boxer (marknätet)        | Kanal 39 (SD) |
| Canal Digital (satellit) | Kanal 27 (HD) |
| YouSee (kabel-TV)        | Kanal 90      |
| Stofa (kabel-TV)         |               |
| Telia (IPTV)             |               |

| Distributör              | Kanal         |
| ------------------------ | ------------- |
| Riks TV (marknätet/IPTV) | Kanal 44      |
| Canal Digital (satellit) | Kanal 70 (HD) |
| Telenor (IPTV)           | Kanal 80      |
| Get (kabel-TV)           | Kanal 17      |
| Altibox                  |               |

## Grafisk identitet och presentation

### Allmänt om hallåor
Under perioden 1957–2012 hade SVT1 programpresentatörer (hallåor) som syntes i bild, med några uppehåll. Jeanette von Heidenstam var först ut den 23 november 1957.
När TV1 startade 1969 tog man bort dem, men återinförde dem efter några år, eftersom TV2 fortsatte med dem. Ett nytt försök att skrota dem gjordes i samband med namnbytet hösten 1987, och under några år i början av 1990-talet hade Kanal 1 inga synliga presentatörer (med undantag av jul- och nyårsafton, samt från hösten 1991 även på lördagar). År 1994 kom presentatörerna tillbaka till rutan. Från mars 2012 visas inte längre hallåorna i rutan, men finns kvar som speakerröster mellan programmen.
Som bakgrundsljud till SVT1:s testbild användes Sveriges Radio P3.

### 1956–1969
Under 1960-talet, när TV-kanalen hette Radiotjänst TV och Sveriges Radio TV, användes en stationsbild med en art deco-version av Stockholm. En redigerad version av denna kom senare att användas som vinjett för programmet Minnenas television. Som logotyp användes enbart Sveriges Radios logotyp (designad 1957 av Karl-Erik Forsberg). 

### 1969–1980
När TV2 lanserades bytte Sveriges Radio TV namn till TV1 och ändrade sin logotyp till en etta bildad av en cirkel och en rektangel.

### 1980–1996
Den 15 september 1980 fick TV1 en ny kanallogotyp, en randig etta. I sin grundform kom den att bestå de närmaste 20 åren.
Den 31 augusti 1987 togs de synliga hallåorna bort. Istället användes speakers innan de kommande programmen, bortsett från vid storhelgerna. TV1 bytte dessutom namn till Kanal 1. Samtidigt lanserades en animerad jingel där välkända Stockholmsbyggnader snurrade runt kanallogotypen kombinerat med ett musikstycke komponerat av Michael B. Tretow. Det var en vinjett som kom att bestå fram till 1994. 
Första åren kom den att spelas mellan i stort sett varje program, men hösten 1989 blev det mer i början samt i slutet av sändningarna. I augusti 1988 strax innan Globen invigdes, plockade man in den i jingeln istället för Katarina kyrka.
Synliga programpresentatörer återinfördes den 17 januari 1994. Hallåorna hade vid återinförandet en stor etta (som lagts in med chroma key-teknik) bredvid sig.

### 1996
Den 8 januari 1996 fick kanalen ett nytt namn, SVT1, och en ny grafisk utformning. Denna var gemensam med SVT2 och man hade också samma tema. Logotypen var en blå kvadrat med den sedvanliga ettan vitfärgad. SVT:s grafik ändrades flera gånger under 1996, bland annat infördes så småningom en vinjett med ringar som snurrande runt ettan som kom att användas i flera år framöver.

### 1996–2001
Kanalen fick en ny grafisk profil redan den 7 oktober samma år, denna gången bestående av en blå kvadrat med en grön cirkel och en vit etta. "Ettan med ringarna" kom att användas i ännu större utsträckning i kanalens grafik. Samtidigt infördes en ny fondmusik.

Logotypen från den 1 mars 1997.

Både fondmusiken och det mesta av kanalens grafik kom att bestå de följande åren. Dock förändrades logotypen genom att kvadraten och cirkeln byttes ut mot en blå boll den 1 mars 1997.

### 2001–2008
Den 15 januari 2001 bytte Sveriges Television ut alla sina logotyper, förutom SVT24, som bytte logotyp i september samma år. SVT1 fick således en orange logotyp. Jinglarna för SVT1 innehöll profiler filmade på en fåtölj formad som den nya logotypen. Det var första gången på minst 20 år som man bytte ut den randiga 1:an mot en mindre 1:a, som inte var randig och hade ett annat typsnitt.
En ny kanalidentitet lanserades den 22 september 2003. Den nya grafiken använde en varm färgskala. I jinglar, tablåer, strax-skyltar med mera förekom en stor röd etta. Kanalvinjetterna innehöll inledningsvis programledare från kanalen, men de ersattes gradvis av vinjetter med linjer, cirklar och andra former. 2005 blev SVT1 den enda SVT-kanalen med synliga hallåor.
Mellan programmen på dagtid spelades blandad musik eller särskild fondmusik komponerad av Adam Nordén som liknade vinjetterna något.

### 2008–2016

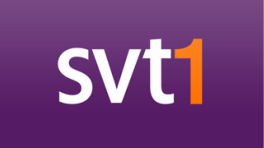
SVT1:s logotyp 2008-2012

Den 25 augusti 2008 lanserade SVT en ny grafisk identitet för SVT1, SVT2 och SVTB. Dallas STHLM gjorde kanalgrafiken för SVT1. Nya logotyper för alla SVT:s kanaler skapades av en Stockholmsbyrå som hette Liberty. SVT1:s logga blev en lila logga med texten SVT1. Texten var vit utom själva ettan som var orange. Vinjetterna innehåller gameshow, tv, bil, moped m.m.

SVT1:s logotyp 2012-2016

Den 5 mars 2012 infördes ny grafik för SVT1, SVT2, SVT24 och Kunskapskanalen som skapats av New York-byrån Trollbäck + Company. I samband med detta avskaffades synliga hallåorna i SVT1, men hallåorna hörs fortfarande som speakerröster.
Våren 2016 infördes nya vinjetter, skapade av Dallas Sthlm. Dessa visade möten mellan människor, som sedan visades uppifrån.

### 2016–
I samband med SVT:s 60-årsfirande den 25 november 2016 infördes en ny företagslogotyp, skapad av byrån Happy FB. Inledningsvis användes SVT1:s nya logotyp med den gamla kanalgrafiken.
Ett helt nytt utseende infördes i juni 2017 för både SVT1 och SVT2.